# Theun Zwart
Theunis Pieter (Theun) Zwart (Winschoten, 20 maart 1919 – Leek, 1 november 2006) was een Nederlands politicus van de PvdA.
Hij bracht hij een groot deel van jeugd door in Dokkum waar zijn vader notaris was. Zelf is hij in 1948 afgestudeerd in de rechten aan de Rijksuniversiteit Groningen waarna hij eerst ging werken bij de gemeentesecretarie van Dokkum en daarna als commies werkzaam was bij de provinciale griffie van Drenthe. In november 1952 werd Zwart benoemd tot burgemeester van Wedde en van december 1962 tot zijn pensionering in april 1984 was hij de burgemeester van Leek. Zwart bleef daar wonen en overleed eind 2006 op 87-jarige leeftijd.